# Cyclopogon elatus
Cyclopogon elatus är en orkidéart som först beskrevs av Olof Swartz, och fick sitt nu gällande namn av Rudolf Schlechter. Cyclopogon elatus ingår i släktet Cyclopogon, och familjen orkidéer. Inga underarter finns listade i Catalogue of Life.

## Bildgalleri

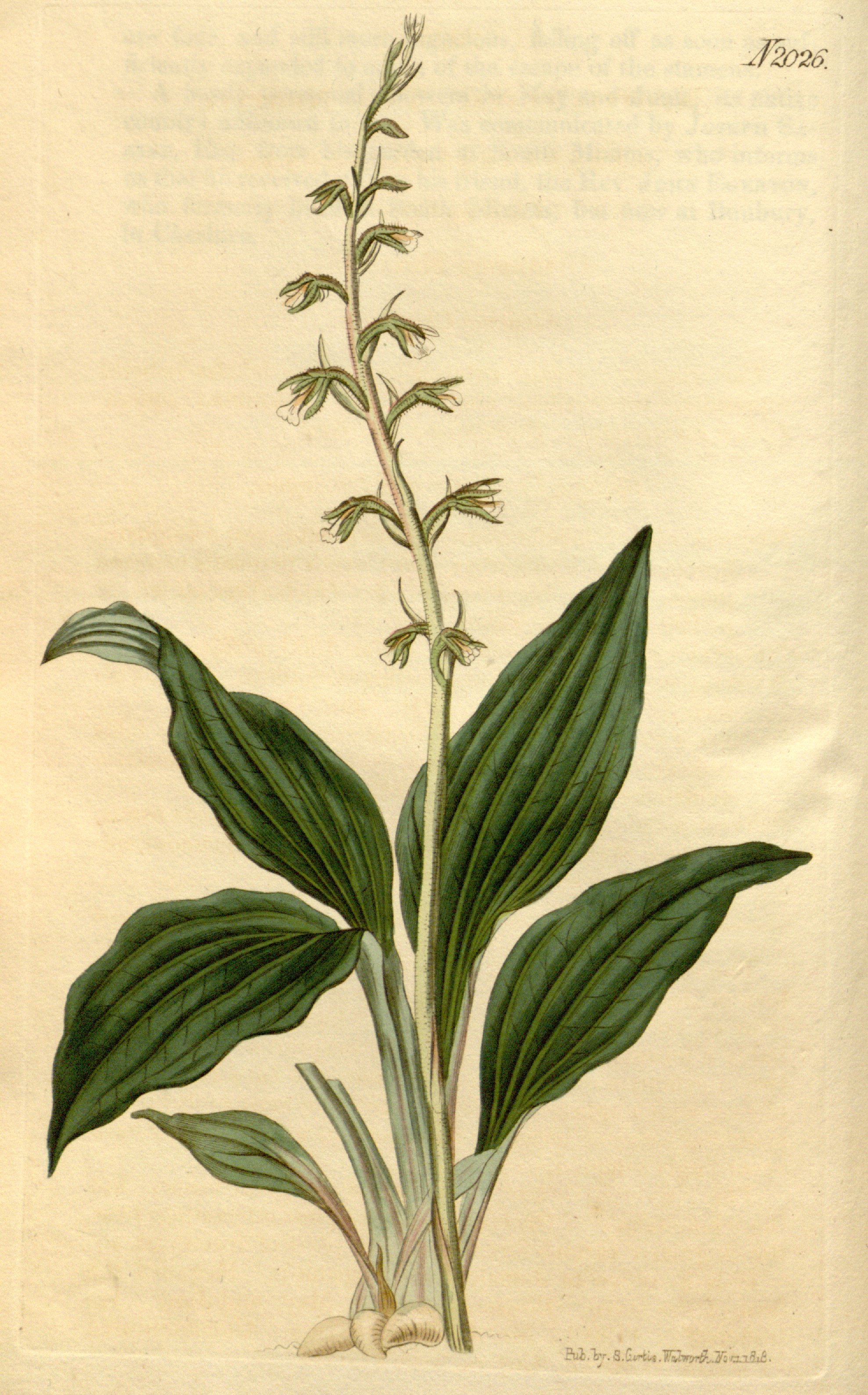